# رامون موتا سانشيز
رامون موتا سانشيز (بالإسبانية: Ramón Mota Sánchez)‏ هو سياسي مكسيكي، ولد في 22 أغسطس 1922 في مدينة مكسيكو في المكسيك، وتوفي في 15 فبراير 2013. حزبياً، نشط في الحزب الثوري المؤسساتي. وقد انتخب عضو مجلس الشيوخ من المكسيك وانتخب عضو مجلس النواب المكسيك.